# Microlinyphia cylindriformis
Microlinyphia cylindriformis är en spindelart som beskrevs av Rudy Jocqué 1985. Microlinyphia cylindriformis ingår i släktet Microlinyphia och familjen täckvävarspindlar. Inga underarter finns listade i Catalogue of Life.